# Vamádeva
En el marco del hinduismo, Vāmádeva era un antiguo rishi (sabio) que posee el patronímico Gautama, autor de casi todos los himnos del mándala 4 del Rig-veda (4.1-41 y 4.45-48).

## Nombre sánscrito
- vāmadeva, en el sistema AITS (alfabeto internacional para la transliteración del sánscrito).
- वामदेव, en escritura devanagari del sánscrito.
- Etimología: ‘hermoso dios’; siendo vāmá: ‘hermoso’, y devá: ‘dios’.[2]

### Otros significados
Vamádeva también significa:
- Nombre del aspecto preservador de Shivá (uno de los cinco aspectos del universo, que Shivá corporifica).[3]
  - En un shiválinga pancha-mukha (‘cinco-caras’), Vamádeva aparece en el lado derecho (pero que desde su perspectiva es el lado izquierdo). Representa la manifestación femenina de Shivá, pacífica, poética y llena de gracia. Está relacionada con el elemento agua.
- Nombre de un ministro del rey Dásharatha (el padre del dios Rama).[4]
- Nombre de un rey.[5]
- Nombre de un hijo de Naraiana (padre de Vishua Natha).
- Nombre de un legislador y poeta (también llamado Upādhyāya y Bhaṭṭā-Āchārya). ib.
- Nombre de un demonio que preside sobre una enfermedad particular.[6]
- Nombre de una montaña en Shalmala Duipa.[7]
- Nombre del tercer día (kalpa) del actual mes de Brahmá.

### Pronunciación
Vamádeva como palabra esdrújula
En la época del Rig-veda se pronunciaba como palabra esdrújula: /vamádeva/.
Vamá como palabra aguda
Como palabra aguda (vāmá) significa ‘precioso, amoroso, querido, complaciente, bello, hermoso, espléndido, noble; según el Rig-veda.
- esforzarse por, ansioso por, atraído por (según la literatura kaviá, el Kathá-sarit-ságara y el Raya-taramguini.
- el pecho femenino.
- Kāma, el dios del amor.
- Nombre de Shivá.[7]
- Nombre de Rudra.[7]
- Nombre de Váruṇa.
- Nombre de un hijo de Richika.[9]
- Nombre de un hijo de Krishná y Bhadrā.[7]
- Nombre de un príncipe (hijo de Dharma) Cat.
- Nombre de uno de los caballos de la Luna.[10]
- Nombre de una forma particular de Durgā.[11]
- Nombre de Lakṣmī.
- Nombre de Sarasvatī.
- Nombre de una de las matris que atendían a Skanda (dios de la guerra).[9]
- Nombre de una śakti particular.
- Nombre de la madre de Pārśva (el 23.º arhat del actual avasarpiṇī).
- un tipo particular de pot-herb, Chenopodium Album L.
- una burra.
- una camello hembra (también uṣṭra-vāmá)
- una elefanta joven.
- un chacal hembra.

Váma como palabra llana
Vāma, cuando se pronuncia como palabra grave, significa:
- izquierdo, situado en el lado izquierdo de algo (vāmād dakṣiṇam: de izquierda a derecha; vāmena: en el lado izquierdo). Cuando a una mujer le tiembla el párpado izquierdo o el brazo izquierdo se considera un buen augurio, en cambio cuando le sucede a un hombre es un mal augurio.[12]
- la mano izquierda.[13]
- reverso, adverso, contrario, opuesto, desfavorable.[12]
- torcido, oblicuo.[7]
- refractario (al amor).[14]
- cruel.[15]
- vil, malvado, malo, bajo.[16]
- una serpiente.
- el acto de vomitar.